# Byblis medialis
Byblis medialis är en kräftdjursart som beskrevs av Mills 1971. Byblis medialis ingår i släktet Byblis och familjen Ampeliscidae. Inga underarter finns listade i Catalogue of Life.